# The Dalles
The Dalles és la seu i ciutat més gran del comtat de Wasco de Wasco, a l'estat d'Oregon, Estats Units d'Amèrica. La població era de 13.620 persones al cens dels Estats Units del 2010, i és la ciutat més gran en el costat d'Oregon al llarg del riu Columbia, fora de l'àrea metropolitana de Portland. El lloc on és ara la ciutat The Dalles fou un important centre de comerç natiu americà per com a mínim 10.000 anys. L'àrea general és una de les més significatives regions arqueològiques del continent. L'expedició de Lewis i Clark va estar a prop de Mill Creek el 25–27 d'octubre de 1805, i va enregistrar el nom indi per la cala com Quenett.
El nom de la ciutat ve de la paraula francesa dalle, significant "resclosa", semblant del anglès "dale" i alemany T[h]al, "vall", o “flagstone” referint-se al columnar basàltic tallat pel riu, el qual va ser utilitzat pels empleats francesos-canadencs de l'empresa North West Company per referir-se al rapids del riu Columbia entre la ciutat actual i Celilo Falls. També en la mateixa àrea era el Petite Dalles o Little Dalles, o Short Narrows. En francès, "Les dalles" significa "les lloses". Quan el riu llisca sobre roques planes dures, esdevé superficial, i els rapids son creats. El primer ús del nom Dalles, segons Oregon Geographic Names, apareix en la narrativa del comerciant de pell Gabriel Franchère, el 12 d'abril de 1814, referint-se a la llarga serie d'importants rapids en el riu.
El 2006, Google va començar construir un important centre de dades, conegut localment com a Projecte 02, al llarg del riu de Colúmbia, utilitzant la fiable força hidroelèctrica i la infrautilitzada capacitat de fibra òptica de l'àrea. El complex inclou dos edificis, cadascú aproximadament de la mida d'un camp de futbol, i dues plantes de refredament, cada quatre pisos d'alçada.